# 家园 (1999年电视剧)
《家园》是由中国大陆出品，由张丰毅、梅婷、姜鸿波和赵文瑄领衔主演的潮汕乡土剧。此劇於1999年中国中央电视台首播，也是中国大陆迄今为止唯一一部以潮汕华侨为背景题材的电视连续剧，并获得获得了第20届中国电视剧飞天奖。拍攝隊伍還拉隊到中國汕头经济特区拍攝，在當地與汕头電視台合作，並邀請潮剧艺术家姚璇秋擔任潮剧顧問。劇中時代由廣東汕头1980年代橫跨到1990年代，講述中國汕头经济特区歷時十餘載的发展史。有不少剧组人员是来自汕头本地的，包括副导演赵曙光，演员蔡爱平、李树浩、蔡汕长和蔡汕秋等等。
该剧横跨海内外各地，纵越几十年历史，描绘了中国改革开放这个历史进程中的每一分艰辛，以及汕头经济特区由此所取得的让全世界瞩目的发展成就，也记录了香港、东南亚等地的潮汕华侨的回乡创业史。

## 劇情簡介
剧集以1990年代广东省汕头市为故事主要舞台。
70年代，柬埔寨华侨富商之子林怀中留学归来，但1970年柬埔寨政變的枪声粉碎了林怀中对美好未来的憧憬，他死里逃生只身来到了举目无亲的香港，开始了人生新的征途。林怀中凭着自己正直的性格、敏锐的商业触觉和杰出的口才获得了香港富商刘逸之的信任和垂青，而他的合作伙伴陈丹妮也对他萌发了爱意。事业的如日中天使林怀中遭人嫉恨，由此陷入了一个精心布置的圈套……
在林怀中的家乡汕头市，十一届三中全会的召开使韩海潮等人萌发了办厂、搞活经济的新想法，韩海潮远赴缅甸寻找木材的热情感动了翻译方莹，结伴同行使他俩产生了爱情，然而姐姐方华的介入却使方莹决定退出。韩海潮上任汕头市市委常委，他接受了与林怀中合作的方案，支持在汕头经济特区新区建设国际深水港码头，却因此遭遇了一个酝酿已久的“倒韩”阴谋。与此同时，方莹的工厂因遭到诬陷被封厂检查，她和韩海潮这对苦难情侣又一次面临着巨大的考验……　　
该剧横跨海内外各地，纵越几十年历史，描绘了中国改革开放这个历史进程中的每一分艰辛，以及汕头经济特区及潮汕人由此所取得的让全世界瞩目的发展成就，也记录了香港、东南亚等地的一部份华侨代表人物在痛失家园之后，白手起家、二次创业的艰苦历程。
時光倒流到1990年代的廣東汕头……

## 角色原型
這套劇被視為當時长江和记实业董事局主席李嘉诚自傳。李嘉诚是原籍廣東潮州潮安的潮汕人，以塑料起家；而劇中的主角林怀中原型，就是以李嘉诚的一生作為藍本。

## 本剧特色
本片拍摄于1998年的汕头经济特区，片中具有大量汕头市地标建筑以及当地民间文化，包括蚝烙、潮剧、英歌舞等。由于本剧年代久远，剧中出现的汕头市文化科技书店、汕头巴黎婚纱店、 汕头外砂机场、汕头湖香大酒楼等地点现今已经不复存在。该剧对于了解潮汕文化而言，具有一定历史意义。

## 演员阵容
| 演員   | 角色   |
| ------ | ------ |
| 张丰毅 | 韩海潮 |
| 梅婷   | 方莹   |
| 姜鸿波 | 方华   |
| 赵文瑄 | 林怀中 |
| 李佳   | 韩海霞 |
| 陈芷菁 | 陈丹妮 |
| 何晴   | 林雪音 |
| 郑爽   | 紫琪   |

## 拍摄逸事
- 在片中饰演张丰毅妹妹的女演员李佳，当时年龄21岁，仍是北京电影学院在读的大学生，现为中国实力派演员靳东的妻子、知名女演员。
- 片中故事所发生的地点“韩江市”，其“韩江”之名取自潮汕地区母亲河韩江。以韩江、韩山为命名的大学，包括大马的韩江传媒大学学院及中国的韩山师范学院。
- 片中男主角“韩海潮”的命名也取自韩江。

## 制作人员
- 总顾问：许德立
- 总策划：庄礼详、林木声
- 编剧：邓原 、 贺梦凡
- 导演：郑华、李耀光
- 副导演：赵曙光
- 潮剧艺术指导：姚璇秋
- 民俗顾问：杨方笙

## 电视原声带
主題曲：红头船
主唱：宋祖英 · 作詞：陈洁明 · 作曲：程大兆 · 
演奏：中央交响乐团